# 尚普蘭 (紐約州村)
尚普蘭（英語：Champlain）是位於美國紐約州克林頓縣的村。

## 人口
根據2020年美國人口普查的數據，尚普蘭的面積為3.87平方千米，當中陸地面積為3.77平方千米，而水域面積為0.09平方千米。當地共有人口1170人，而人口密度為每平方千米302人。